# A Charlie Brown Celebration

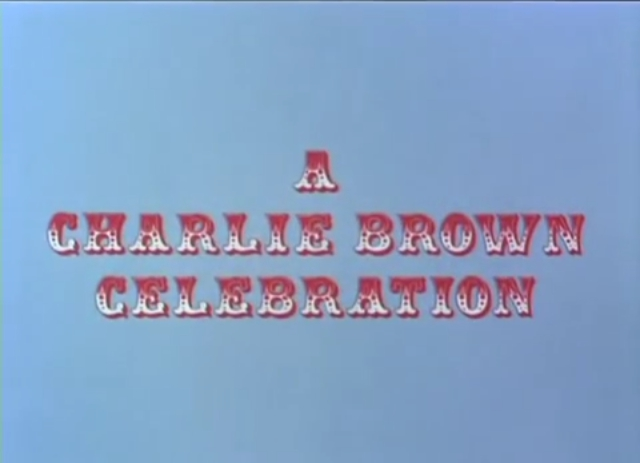
Imagen de créditos. ￼

A Charlie Brown Celebration, en español llamado La celebración de Charlie Brown o Celebrando a Charlie Brown, es el vigésimo tercero especial animado en horario prime-time basado en el popular cómic diario Peanuts, de Charles M. Schulz. Su estreno fue el 24 de mayo de 1982 en la CBS.

## Producción
Este especial está conformado por varias historias del cómic de Peanuts adaptadas para el mismo. Esta fórmula sería usada luego para El show de Charlie Brown y Snoopy, y para el especial Esto es una aventura, Charlie Brown. Varias historias cortas también son usadas en You're a Good Man, Charlie Brown y Snoopy!!! The Musical, tanto en sus versiones como musical o especial animado.

## Escenas de archivo
Escenas de este especial reciclan imágenes e ideas de No hay tiempo para el amor, Charlie Brown y de Toca otra vez, Charlie Brown.
En el episodio de El show de Charlie Brown y Snoopy Linus' Security Blanket, la escena archivada donde Charlie Brown y su cometa se atascan en un árbol es diferente, pero en You Can't Win Charlie Brown la escena en la que Charlie Brown, Snoopy, Lucy y Linus se atascan con su cometa en la perrera de Snoopy es la misma cosa.

## Reparto
| Personaje          | Actor de Voz Original | Actor de doblaje | Actor de Redoblaje     |
| ------------------ | --------------------- | ---------------- | ---------------------- |
| Charlie Brown      | Michael Mandy         | ¿?               | José Manuel Vieira     |
| Linus              | Earl "Rocky" Reilly   | Laura Olazábal   | Maythe Guedes          |
| Lucy               | Kristen Fullerton     | Gianina Talloni  | Lilo Schmid            |
| Sally              | Cindi Reilly          | Gianina Talloni  | Rossana Cicconi        |
| Peppermint Patty   | Brent Hauer           | Viviana Navarro  | María Teresa Hernández |
| Truffles           | Casey Carlson         | ¿?               | ¿?                     |
| Marcie             | Shannon Cohn          | Laura Olazábal   | Mercedes Prato         |
| Schroeder          | Christopher Donohoe   | Laura Olazábal   | Sergio Sáez            |
| Snoopy & Woodstock | Bill Melendez         | Bill Melendez    | Bill Melendez          |

- El doblaje original del especial fue realizado en Chile en 1982, en el estudio Leonardo Céspedes Producciones.
- El redoblaje venezolano se hizo para la serie-paquete Estás en Nickelodeon, Charlie Brown, a fines de los años '90, en M&M Studios en Caracas.